# Instituto de Tecnologia ORT
O ORT Brasil é uma instituição de ensino no Rio de Janeiro que se dedica desde 1943 à educação e treinamento tecnológico. A instituição oferece ensino fundamental II, do 6º ao 9º ano e ensino médio, nos eixos tecnológicos de Biotecnologia, Comunicação Social, Eletrônica/Automação, Empreendedorismo e Informática/TI.
Dentro da filosofia do “aprender fazendo” os alunos do ensino fundamental II têm contato com ciência e tecnologia, sempre estimulados pela sua curiosidade natural. No ensino médio, se capacitam no manejo de equipamentos, em práticas de laboratório e em atividades específicas de cada área de habilitação.
Durante seus estudos os alunos obtém uma sólida formação geral e científica junto a uma capacitação profissional, o que os habilita a continuar estudos universitários e também incorporar-se ao mercado de trabalho. Cursam matérias de educação do núcleo comum, de educação tecnológica e de cultura judaica.
O ORT é uma escola judaica laica e pluralista, onde todos se beneficiam de um convívio harmonioso entre alunos de diversas origens sociais, étnicas e religiosas.
Nos últimos 10 anos, os alunos do ORT obtiveram maior parte dos alunos aprovados no ENEM, e a escola foi classificada entre os melhores colégios no ranking do vestibular para as principais universidades, com seus alunos se destacando na vida universitária.
Filiada à World ORT, uma das maiores redes de ensino não-governamental do mundo.

## Origens
Fundada originalmente em 1880 na Rússia como Óbshtchestvo Rasprostraniênia Trudá (ORT) ou "Associação para a Propagação do Trabalho".
Em cada país em que se fixou a sigla ORT foi traduzida de forma diferente para que o nome "ORT" fosse mantido. No Brasil foi traduzida como Organização, Reconstrução e Trabalho.